# Prismatolaimus leptolaimus
Prismatolaimus leptolaimus is een rondwormensoort uit de familie van de Prismatolaimidae. De wetenschappelijke naam van de soort is voor het eerst geldig gepubliceerd in 1968 door Andrássy.